# فناء قبيلة قريش
فناء قبيلة قريش هي علامةٌ من علامات الساعة التي أخبرنا بها النبي ﷺ فناء قبيلة قريش حيث تفنى قبيلة قريش في أخر الزمان لعدة أسباب أهمها الحسد كما أخبر بذلك النبي محمد وقبيلة قريش من القبائل العربية المهمة في شبه الجزيرة العربية وذلك لأن النبي محمد ينسب إليها.

## قبيلة قريش
قبيلة قريش من القبائل العربية، وهم بني فهر بن مالك بن النضر بن كنانة، وقريش لقب غلب على بنيه أخذا من التقارش، وهو التجارة. لأنهم كانوا تجارا.
و قريش عدة بطون وهم : بنو هاشم وبنو الحارث بن فهر، وبنو عبد الدار، وبنو جذيمة، وبنو عائذة، وبنو لؤي بن غالب، وبنو عامر بن لؤي، وبنو مخزوم وبنو تيم بن مرة وبنو زهرة بن كلاب، وبنو أسد بن عبد العزي، وغيرهم.
ثم تفرق قريش هؤلاء بعد الإسلام أفخاذا كثيرة: كالبكريين، والعمريين والعثمانيين، والعلويين وغيرهم ...
و أصل مسكنهم في الجزيرة العربية وقد تفرقت وملأت الأقطار وانتشرت في البلدان.

## بعض الأدلة من السنة
أخبر النبي محمد أنهم يتناقصون حتى تفنى القبيلة أو تكاد.
عَنْ أَبِي هُرَيْرَةَ أَنَّ رَسُولَ اللَّهِ محمد قَالَ : (( أَسْرَعُ قَبَائِلِ الْعَرَبِ فَنَاءً قُرَيْشٌ وَيُوشِكُ أَنْ تَمُرَّ الْمَرْأَةُ بِالنَّعْلِ فَتَقُولَ إِنَّ هَذَا نَعْلُ قُرَشِيٍّ ))
وعَنْ عَائِشَةَ رضي الله عنها قَالَتْ : دَخَلَ عَلَيَّ رَسُولُ اللَّهِ ﷺ وَهُوَ يَقُولُ : (( يَا عَائِشَةُ قَوْمُكِ أَسْرَعُ أُمَّتِي بِي لَحَاقًا . قَالَتْ فَلَمَّا جَلَسَ قُلْتُ : يَا رَسُولَ اللَّهِ جَعَلَنِي اللَّهُ فِدَاءَكَ ! لَقَدْ دَخَلْتَ وَأَنْتَ تَقُولُ كَلَامًا ذَعَرَنِي، قَالَ : وَمَا هُوَ ؟ قَالَتْ : تَزْعُمُ أَنَّ قَوْمِي أَسْرَعُ أُمَّتِكَ بِكَ لَحَاقًا . قَالَ : نَعَمْ قَالَتْ : وَمِمَّ ذَاكَ ؟ قَالَ : تَسْتَحْلِيهِمْ الْمَنَايَا وَتَنَفَّسُ عَلَيْهِمْ أُمَّتُهُمْ . قَالَتْ فَقُلْتُ : فَكَيْفَ النَّاسُ بَعْدَ ذَلِكَ أَوْ عِنْدَ ذَلِكَ ؟ قَالَ : دَبًى يَأْكُلُ شِدَادُهُ ضِعَافَهُ حَتَّى تَقُومَ عَلَيْهِمْ السَّاعَةُ )).

## تفسير العلماء للحديث
فسر العلماء الحديث السابق بالتفسير التالي:
أن هذين الحديثين يشيران إلى أن أول القبائل هلاكاً قريش، وسبب ذلك كما بين الحديث الثاني الحسد من الأمة لهم على مكانتهم ؛ فالمعلوم أن الناس تبع لقريش، وأن الخلافة فيهم، وأنها لهم ما بقي في الناس اثنان، فهذه المكانة العالية تجد لها أثراً عميقاً في النفوس المريضة في آخر الزمان، فيتآمرون عليهم، ولعلها مؤامرة عظمى تحاك حول القرشيين تجعل كل قرشي مطلوب للموت في نظر الناس، وهي أشبه بتلك التي وقعت في بداية العهد العباسي ؛ حيث أصبح كل أموي مطلوب للموت في ذلك الوقت .
- دلائل الحال تشير إلى أن هذه العلامة تقع بعد المهدي، ولعلها تقع في آخر عهد خلفائه ؛ حيث يبدأ الفساد يستشري مؤذنا بانصرام الدنيا وبداية إرهاصات النهاية، ويرشد إلى ذلك سؤال عائشة رضي الله عنها عن حال الناس بعد ذلك، فأخبر النبي أنهم كصغار الجراد يأكل بعضهم بعضاً حتى تقوم الساعة ؛ ولعل بعد إفناء قريش مباشرة تكون علامة الريح التي تقبض أرواح من تبقى من المؤمنين ثم تقوم الساعة على شرار الخلق.